# Staw Goszczanowski
Staw Goszczanowski (także: Jezioro Makielskie) – staw zlokalizowany w Goszczanowie (gmina Drezdenko), powstały w wyniku spiętrzenia Goszczanowskiej Strugi.
Akwen ma 46 ha powierzchni, wydłużony kształt i znajduje się częściowo w centrum wsi. Wcina się w piaszczyste tereny Puszczy Noteckiej. Na jego południowym brzegu istniała dawniej osada Baszki i do dziś tak się nazywa ten fragment linii brzegowej. Najcenniejszy przyrodniczo fragment tego brzegu chroni rezerwat przyrody Goszczanowskie Źródliska (22,16 ha), utworzony w 2009. Występuje tu przystrumykowy łęg zastoiskowy, a ponad nim, bardzo rzadki w Polsce, las klonowo-lipowy. Wszystkie te zbiorowiska charakteryzuje wyjątkowa bujność i bogactwo gatunkowe flory. Przy tamie w Goszczanowie rosną dwa buki o obwodach 460 i 310 cm. Na skarpie, nad zbiornikiem, wznosi się w Goszczanowie zabytkowy kościół św. Jana Vianneya.
Staw powstał przed II wojną światową dla celów hodowli karpi. Hodowano je też po wojnie, jednak z czasem został zarybiony amurami. Występują tu też szczupaki, okonie, płocie, leszcze i krąpie. Łowisko uchodzi za trudne. Należy do gorzowskiego oddziału PZW. Staw ma dobrze rozwiniętą linię brzegową z licznymi stanowiskami dla wędkarzy i mostkami.